# Cerezas de la montaña de Alicante
Cerezas de la montaña de Alicante es una Indicación Geográfica Protegida creada el 19 de junio de 1988 que protege e identifica el cultivo de la cereza en diversos municipios de la Comunidad Valenciana pertenecientes a las provincias de Alicante y Valencia.

## Historia
La cereza fue introducida por los romanos en tierras valencianas aunque fue en la época musulmana cuando se perfeccionaron las técnicas de cultivo y este llegó a su máximo desarrollo.
Desde entonces, el cultivo de la cereza es tradicional en el norte de Alicante y sur de Valencia, siendo su cultivo muchas veces efectuado en pequeñas explotaciones familiares.

## Zona geográfica
La cereza de la montaña de Alicante se cultiva en los siguientes municipios:
Agres, Alcocer de Planes, Alcoy, Alfafara, Almudaina, Benejama, Beniarrés, Benillup, Benimarfull, Biar, Castalla, Cocentaina, Confrides, Cuatretondeta, Gayanes, Gorga, Ibi, Jijona, Lorcha, Millena, Monóvar, Muro de Alcoy, Penáguila, Pinoso, Planes, Tollos, Valle de Alcalá, Vall de Ebo, Vall de Gallinera, Vall de Laguart y Villena en la provincia de Alicante.
Bocairente y Onteniente en la provincia de Valencia.

## Variedades
Las variedades protegidas son Burlat, Tilagua, Planera, Nadal y Picota como variedades principales y Star Hardy Giant, Bing y Van como polinizadoras.